# Orobothriurus grismadoi
Espèce
Orobothriurus grismadoi est une espèce de scorpions de la famille des Bothriuridae.

## Distribution
Cette espèce est endémique de la province de Mendoza en Argentine. Elle se rencontre entre 2 900 et 3 130 m d'altitude sur le Cerro El Nevado.

## Description
Le mâle holotype mesure 30,36 mm et la femelle paratype 24,86 mm, les mâles mesurent de 26,5 à 32 mm et les femelles de 24,86 à 34,1 mm.

## Étymologie
Cette espèce est nommée en l'honneur de Cristian José Grismado.

## Publication originale
- Ojanguren Affilastro, Campón, Silnik & Mattoni, 2009 : The genus Orobothriurus Maury in central Argentina with description of a new species from El Nevado mountain chain in Mendoza Province (Scorpiones: Bothriuridae). Zootaxa, no 2209, p. 28-42.